# 林遮峪乡
林遮峪乡，是中华人民共和国山西省忻州市保德县下辖的一个乡镇级行政单位。

## 行政区划
林遮峪乡下辖以下地区：
后村、刘家塔村、下川坪村、南里村、沙里村、韦耳梁村、林遮峪村、郝家庄村、马家峁村、元家山村、水泉塔村、杜家峁村、水元塔村、霍家塔村、大塔村、王家畔村和刘家梁村。